# Luka Belić
Luka Belić (* 14. Oktober 1988 in Umag, SR Kroatien, SFR Jugoslawien) ist ein ehemaliger kroatischer Tennisspieler.

## Karriere
Belić spielte zwischen 2003 und 2006 sehr erfolgreich auf der ITF Junior Tour. An den letzten fünf Grand-Slam-Turnieren als Junior nahm er teil, bei denen er mit den Halbfinals bei den French Open im Doppel und bei den US Open im Einzel jeweils das Halbfinale als bestes Resultat erzielte. Zwei Einzel- und vier Doppeltitel der Kategorie Grade 1 gewann er außerdem. In der Junioren-Rangliste erreichte er mit Platz 5 seine höchste Notierung.
Ab 2006 nahm Belić regelmäßig auch an Profiturnieren teil. Dank einer Wildcard kam er in seiner Heimatstadt Umag im Juli 2006 zum ersten Hauptfeldeinsatz auf der ATP Tour. Dort unterlag er dem späteren Rekordspieler Novak Đoković mit 3:6, 3:6. Erst 2007 gewann er erstmals ein Match und erreichte auf der drittklassigen ITF Future Tour, wo er die meiste Zeit spielte, das Halbfinale. Bis Jahresende erreichte er noch sein erstes Future-Endspiel und verlor in Umag auch bei seiner zweiten ATP-Tour-Teilnahme gegen Pere Riba. Das Jahr beendete er erstmals in den Top 1000 der Weltrangliste. Die einzigen Titel gewann er 2008 je im Einzel und im Doppel auf der Future Tour. Auch bei Belićs drittem und letztem Einsatz in Umag verlor er in der ersten Runde gegen Mischa Zverev. Selbiges passierte auch 2004 in Umag bei seinem einzigen Einsatz im Doppel. Sein Karrierehoch erreichte er jeweils 2009.
Mitte 2009 zwang eine Verletzung Belić zur Beendigung seiner Karriere. Er legte seinen Fokus von da an auf eine Trainerkarriere. 2017 wurde er Teil des Trainerteams der Tennismannschaft der Southwestern University.